# Johann Haider
Johann Haider (ur. 1916, zm. ?) – zbrodniarz hitlerowski, członek załogi obozu koncentracyjnego Mauthausen-Gusen i SS-Oberscharführer.
Austriak z pochodzenia. Członek SS o nr identyfikacyjnym 202999.Waffen-SS od 28 sierpnia 1939. Od października 1942 do 4 maja 1945 Haider pełnił służbę w obozie głównym Mauthausen jako urzędnik w sztabie Schutzhaftlagerführera. Brał udział w masowych morderstwach więźniów jako członek komanda egzekucyjnego (dobijał wówczas rannych) oraz wielokrotnie znęcał się nad więźniami, bijąc ich biczem nieraz do nieprzytomności.
Johann Haider został osądzony w procesie załogi Mauthausen-Gusen (US vs. Johann Haider i inni) przed amerykańskim Trybunałem Wojskowym w Dachau. Skazano go na dożywotnie pozbawienie wolności.